# 2023-as NBA All Star-gála
A 2023-as NBA All Star-gála a 72. All Star-gála a National Basketball Association történetében. 2023. február 19-én tartják a Utah Jazz Vivint Aréna stadionjában, az első Salt Lake City-ben rendezett gála harmincadik évfordulóján. A mérkőzést a TNT közvetíti, sorozatban a huszonegyedik évben.
Az All Star-csapatokat január 26-án jelentették be.

## All Star-gála

### Edzők
Joe Mazzulla, a Boston Celtics edzője lett a Team Jánisz vezetőedzője, míg Michael Malone, a Denver Nuggets edzője fogja vezetni a Team LeBront.

### Keretek
Ahogy az megszokott lett, a csapatokat szavazásokon keresztül választották ki. A rajongók az NBA weboldalán szavazhattak, majd a sajtó és a jelenlegi NBA-játékosok is adtak le voksokat. A végső eredményben a rajongók szavazata 50%-ot, a sajtó szavazata 25%-ot és a játékosok szavazata is 25%-ot ért. A két hátvéd és a három csatár, akik a legtöbb szavazatot nyerték el, lettek a kezdők és a két főcsoportban legtöbb szavazatot kapó két játékos lettek a csapatkapitányok. A cserejátékosokat az edzők választották ki, saját csapataik játékosaira nem szavazhattak. Minden edző két hátvédet, három csatárt és még két játékost választhatott, majd ezeket a játékosokat kategóriákon belül rangsorolták.
Az All Star-gála kezdőit 2023. január 26-án jelentették be. Kyrie Irving (Brooklyn Nets) és Donovan Mitchell (Cleveland Cavaliers) lettek a keleti főcsoport hátvédjei, nyolcadik és negyedik All Star-szereplésüket megkapva. Jayson Tatum (Boston Celtics) és Kevin Durant (Brooklyn Nets) lettek a csatárok, negyedik és tizenharmadik All Star-elismerésükkel, míg a kelet centere Jánisz Antetokúnmpo (Milwaukee Bucks) lett, hetedik szereplésével.
Stephen Curry (Golden State Warriors) és Luka Dončić (Dallas Mavericks) lettek a nyugat kezdő hátvédjei, kilencedik és negyedik All Star-szereplésükön. A nyugat első csatára a Los Angeles Lakers játékosa, LeBron James lett, beállítva Kareem Abdul-Jabbar rekordját a legtöbb All Star-elismerésért, tizenkilenccel. Mellette a másik két csatár a főcsoportból Zion Williamson (New Orleans Pelicans) és Nikola Jokić (Denver Nuggets) lettek, második és ötödik gálájukon.
Az All Star-gála cserejátékosait 2023. február 2-án jelentették be. A nyugati főcsoportból helyet kapott Paul George (Los Angeles Clippers) nyolcadjára, Damian Lillard (Portland Trail Blazers) hetedjére, Ja Morant (Memphis Grizzlies) másodjára, illetve Shai Gilgeous-Alexander (Oklahoma City Thunder), Jaren Jackson Jr. (Memphis Grizzlies), Lauri Markkanen (Utah Jazz) és Domantas Sabonis (Sacramento Kings) először.
A keleti főcsoport cserejátékosai DeMar DeRozan (Chicago Bulls, 6. szereplés), Joel Embiid (Philadelphia 76ers, 6. szereplés), Bam Adebayo (Miami Heat, 2. szereplés), Jaylen Brown (Boston Celtics, 2. szereplés), Jrue Holiday (Milwaukee Bucks, 2. szereplés), Julius Randle (New York Knicks, 2. szereplés) és Tyrese Haliburton (Indiana Pacers, 1. szereplés) voltak.
A sérült játékosok helyére Anthony Edwards-ot (Minnesota Timberwolves, 1. szereplés), Pascal Siakamot (Toronto Raptors, 2. szereplés) és De’Aaron Foxot (Sacramento Kings, 2. szereplés) nevezte ki Adam Silver.
- Dőlt: legtöbb szavazat a főcsoportban

| Poz.   | Játékos             | Csapat              | Szereplések |
| Kezdők | Kezdők              | Kezdők              | Kezdők      |
| ------ | ------------------- | ------------------- | ----------- |
| G      | Kyrie Irving        | Brooklyn Nets       | 8           |
| G      | Donovan Mitchell    | Cleveland Cavaliers | 4           |
| F      | Jánisz Antetokúnmpo | Milwaukee Bucks     | 7           |
| F      | Kevin Durant        | Brooklyn Nets       | 13          |
| F      | Jayson Tatum        | Boston Celtics      | 4           |
| Cserék |                     |                     |             |
| G      | Jaylen Brown        | Boston Celtics      | 2           |
| G      | DeMar DeRozan       | Chicago Bulls       | 6           |
| G      | Tyrese Haliburton   | Indiana Pacers      | 1           |
| G      | Jrue Holiday        | Milwaukee Bucks     | 2           |
| F      | Julius Randle       | New York Knicks     | 2           |
| C      | Bam Adebayo         | Miami Heat          | 2           |
| C      | Joel Embiid         | Philadelphia 76ers  | 6           |
| F      | Pascal Siakam       | Philadelphia 76ers  | 2           |

| Poz.   | Játékos                 | Csapat                 | Szereplések |
| Kezdők | Kezdők                  | Kezdők                 | Kezdők      |
| ------ | ----------------------- | ---------------------- | ----------- |
| G      | Stephen Curry           | Golden State Warriors  | 9           |
| G      | Luka Dončić             | Dallas Mavericks       | 4           |
| C      | Nikola Jokić            | Denver Nuggets         | 5           |
| F      | LeBron James            | Los Angeles Lakers     | 19          |
| F      | Zion Williamson         | New Orleans Pelicans   | 2           |
| Cserék |                         |                        |             |
| G      | Shai Gilgeous-Alexander | Oklahoma City Thunder  | 1           |
| G      | Damian Lillard          | Portland Trail Blazers | 7           |
| G      | Ja Morant               | Memphis Grizzlies      | 2           |
| F      | Paul George             | Los Angeles Clippers   | 8           |
| F      | Jaren Jackson Jr.       | Memphis Grizzlies      | 1           |
| F      | Lauri Markkanen         | Utah Jazz              | 1           |
| C      | Domantas Sabonis        | Sacramento Kings       | 3           |
| G      | Anthony Edwards         | Minnesota Timberwolves | 1           |
| G      | De’Aaron Fox            | Sacramento Kings       | 1           |

1. ↑  A kiválasztottak bejelentése után Irvinget a nyugati főcsoportba küldte csapata, a Dallas Mavericks játékosa lett.[10]
2. ↑  Durant megsérült, így nem tudott játszani a gálán.[11]
3. ↑  A kiválasztottak bejelentése után Durantet a nyugati főcsoportba küldte csapata, a Dallas Mavericks játékosa lett.[12]
4. ↑  Brown megsérült, így nem tudott játszani a gálán.[13]
5. ↑  Joel Embiid kezdeni fog Kevin Durant helyett
6. ↑  Siakamot választották a sérült Kevin Durant helyére
7. ↑  Curry megsérült, így nem tudott játszani a gálán.[14]
8. ↑  Williamson megsérült, így nem tudott játszani a gálán.[15]
9. ↑  Ja Morant kezdeni fog Stephen Curry helyett.
10. ↑  Lauri Markkanen kezdeni fog Zion Williamson helyett.
11. ↑  Edwards-ot választották a sérült Zion Williamson helyére.
12. ↑  Foxot választották a sérült Stephen Curry helyére.

### Draft
Az All Star-gála draftját 2023. február 19-én tartják, közvetlenül a mérkőzés előtt, az esemény történetében először. A két csapatkapitánynak James-t és Antetokúnmpót választották, hiszen ők kapták a legtöbb szavazatot. James volt az első helyezett a szavazáson, így ő fog először választani. Az első nyolc helyen a kezdők közül választ a két játékos, majd a cserékről a vezetőedzők döntenek. Ha egy játékos nem tud részt venni a gálán, Adam Silver választ a helyére új díjazottat.
| #  | Játékos                 | Csapat |
| -- | ----------------------- | ------ |
| 1  | Damian Lillard          | LeBron |
| 2  | Anthony Edwards         | Jánisz |
| 3  | Jrue Holiday            | LeBron |
| 4  | Jaylen Brown            | Jánisz |
| 5  | Shai Gilgeous-Alexander | LeBron |
| 6  | Paul George             | Jánisz |
| 7  | DeMar DeRozan           | LeBron |
| 8  | Tyrese Haliburton       | Jánisz |
| 9  | Pascal Siakam           | LeBron |
| 10 | Julius Randle           | Jánisz |
| 11 | Bam Adebayo             | LeBron |
| 12 | De’Aaron Fox            | Jánisz |
| 13 | Domantas Sabonis        | LeBron |
| 14 | Jaren Jackson Jr.       | Jánisz |
| 15 | Joel Embiid             | LeBron |
| 16 | Jayson Tatum            | Jánisz |
| 17 | Kyrie Irving            | LeBron |
| 18 | Ja Morant               | Jánisz |
| 19 | Luka Dončić             | LeBron |
| 20 | Donovan Mitchell        | Jánisz |
| 21 | Nikola Jokić            | LeBron |
| 22 | Lauri Markkanen         | Jánisz |

### Csapatok
| Poz.                                        | Játékos           | Csapat                 |        |
| Kezdők                                      | Kezdők            | Kezdők                 | Kezdők |
| ------------------------------------------- | ----------------- | ---------------------- | ------ |
| F                                           | LeBron James      | Los Angeles Lakers     |        |
| F                                           | Nikola Jokić      | Denver Nuggets         |        |
| C                                           | Joel Embiid       | Philadelphia 76ers     |        |
| G                                           | Kyrie Irving      | Dallas Mavericks       |        |
| G                                           | Luka Dončić       | Dallas Mavericks       |        |
| Cserék                                      |                   |                        |        |
| F                                           | Anthony Edwards   | Minnesota Timberwolves |        |
| G                                           | Jaylen Brown      | Boston Celtics         |        |
| F                                           | Paul George       | Los Angeles Clippers   |        |
| G                                           | Tyrese Haliburton | Indiana Pacers         |        |
| F                                           | Julius Randle     | New York Knicks        |        |
| G                                           | De'Aaron Fox      | Sacramento Kings       |        |
| F                                           | Jaren Jackson Jr. | Memphis Grizzlies      |        |
| Vezetőedző: Michael Malone (Denver Nuggets) |                   |                        |        |

| Poz.                                      | Játékos                 | Csapat                 |        |
| Kezdők                                    | Kezdők                  | Kezdők                 | Kezdők |
| ----------------------------------------- | ----------------------- | ---------------------- | ------ |
| F                                         | Jánisz Antetokúnmpo     | Milwaukee Bucks        |        |
| F                                         | Lauri Markkanen         | Utah Jazz              |        |
| G                                         | Donovan Mitchell        | Cleveland Cavaliers    |        |
| G                                         | Ja Morant               | Memphis Grizzlies      |        |
| G                                         | Jayson Tatum            | Boston Celtics         |        |
| Cserék                                    |                         |                        |        |
| G                                         | Damian Lillard          | Portland Trail Blazers |        |
| G                                         | Jrue Holiday            | Milwaukee Bucks        |        |
| G                                         | Shai Gilgeous-Alexander | Oklahoma City Thunder  |        |
| G                                         | DeMar DeRozan           | Chicago Bulls          |        |
| F                                         | Pascal Siakam           | Toronto Raptors        |        |
| C                                         | Bam Adebayo             | Miami Heat             |        |
| C                                         | Domantas Sabonis        | Sacramento Kings       |        |
| Vezetőedző: Joe Mazzulla (Boston Celtics) |                         |                        |        |

### A mérkőzés
A 2023-as mérkőzés során is a 2020-ban bevezetett szabályokat követve játszottak, ami szerint a negyedik negyedet nem egy adott ideig játszották, hanem amíg az egyik csapat el nem érte a megadott ponthatárt. Ezt a pontszámot úgy döntik el, hogy az előnyben lévő csapat pontjaihoz hozzáadnak 24-et.
| 2023. február 19. 20:00 (ET), 02:00 (CET) | Team Jánisz                              | 184–175   | Team LeBron     | Vivint Aréna, Salt Lake City, Utah Nézőszám: 17 886 Játékvezetők: |
| 2023. február 19. 20:00 (ET), 02:00 (CET) | (46–46, 53–46, 59–49, 26–34) Jegyzőkönyv |           |                 | Vivint Aréna, Salt Lake City, Utah Nézőszám: 17 886 Játékvezetők: |
| 2023. február 19. 20:00 (ET), 02:00 (CET) | Jayson Tatum 55                          | Pont      | Jaylen Brown 35 | Vivint Aréna, Salt Lake City, Utah Nézőszám: 17 886 Játékvezetők: |
| 2023. február 19. 20:00 (ET), 02:00 (CET) | Jayson Tatum 10                          | Lepattanó | Jaylen Brown 14 | Vivint Aréna, Salt Lake City, Utah Nézőszám: 17 886 Játékvezetők: |
| 2023. február 19. 20:00 (ET), 02:00 (CET) | Donovan Mitchell 10                      | Gólpassz  | Kyrie Irving 15 | Vivint Aréna, Salt Lake City, Utah Nézőszám: 17 886 Játékvezetők: |

## További események

### Hírességek mérkőzése
A 2023-as mérkőzést február 17-én fogják játszani, a Jon M. Huntsman Centerben. A csapatkapitányok Ryan Smith, a Utah Jazz csapat kormányzója és az NBA-legenda és a Utah Jazz résztulajdonosa, Dwyane Wade.
| 2023. február 17. 19:00 (ET), 01:00 (CET) | Team Ryan | 78–81 | Team Dwyane | Jon M. Huntsman Center, Salt Lake City, Utah |
| 2023. február 17. 19:00 (ET), 01:00 (CET) |           |       |             | Jon M. Huntsman Center, Salt Lake City, Utah |

| Játékos                                                        | Foglalkozása                   |
| -------------------------------------------------------------- | ------------------------------ |
| Kane Brown (3)                                                 | Ötszörös AMA-győztes előadó    |
| Cordae                                                         | rapper, énekes                 |
| Diamond DeShields                                              | WNBA-játékos                   |
| Calvin Johnson                                                 | visszavonult NFL-játékos       |
| Marcos Mion                                                    | Műsorvezető                    |
| The Miz                                                        | WWE-szupersztár                |
| Albert Pujols                                                  | MLB-játékos                    |
| Everett Osborne                                                | színész                        |
| Ozuna                                                          | rapper, énekes                 |
| Guillermo Rodriguez                                            | A Jimmy Kimmel Live tudósítója |
| Sinqua Walls                                                   | színész                        |
| Tiszteletbeli csapatkapitány: Ryan Smith (Utah Jazz-kormányzó) |                                |
| Vezetőedző: Lisa Leslie (visszavonult WNBA-játékos)            |                                |
| Másodedző: Fat Joe (rapper és színész)                         |                                |
| Másodedző: Alex Bregman (MLB-játékos)                          |                                |

| Játékos                                                                           | Foglalkozása               |
| --------------------------------------------------------------------------------- | -------------------------- |
| Nicky Jam                                                                         | zenész és színész          |
| Jesser                                                                            | youtuber                   |
| Simu Liu                                                                          | színész                    |
| Hasan Minhaj                                                                      | komikus                    |
| DK Metcalf                                                                        | NFL-játékos                |
| Janelle Monáe                                                                     | színész, énekes, dalszerző |
| Arike Ogunbowale                                                                  | WNBA-játékos               |
| 21 Savage                                                                         | rapper, énekes             |
| Ranveer Singh (2)                                                                 | színész                    |
| Frances Tiafoe                                                                    | teniszjátékos              |
| Alex Toussaint (2)                                                                | sportoló                   |
| Tiszteletbeli csapatkapitány: Dwyane Wade (Utah Jazz-résztulajdonos, NBA-legenda) |                            |
| Vezetőedző: Jánisz Antetokúnmpo (NBA player)                                      |                            |
| Másodedző: Alex Antetokúnmpo (NBA player)                                         |                            |
| Másodedző: Thanasszisz Antetokúnmpo (NBA player)                                  |                            |
| Másodedző: Lindsey Vonn (háromszoros olimpiai bajnok amerikai alpesisíző)         |                            |

### Rising Stars Challenge
| Poz.                          | Játékos            | Csapat               | Ú/M/R     |
| ----------------------------- | ------------------ | -------------------- | --------- |
| G                             | Jose Alvarado      | New Orleans Pelicans | Másodéves |
| F                             | Paolo Banchero     | Orlando Magic        | Újonc     |
| F                             | Scottie Barnes     | Toronto Raptors      | Másodéves |
| G                             | Jaden Ivey         | Detroit Pistons      | Újonc     |
| G                             | Bennedict Mathurin | Indiana Pacers       | Újonc     |
| F                             | Keegan Murray      | Sacramento Kings     | Újonc     |
| G                             | Andrew Nembhard    | Indiana Pacers       | Újonc     |
| Tiszteletbeli edző: Pau Gasol |                    |                      |           |
| Vezetőedző: Ismeretlen        |                    |                      |           |

| Poz.                            | Játékos          | Csapat                | Ú/M/R     |
| ------------------------------- | ---------------- | --------------------- | --------- |
| C                               | Jalen Duren      | Detroit Pistons       | Újonc     |
| G                               | Josh Giddey      | Oklahoma City Thunder | Másodéves |
| G                               | Quentin Grimes   | New York Knicks       | Másodéves |
| F                               | Evan Mobley      | Cleveland Cavaliers   | Másodéves |
| F                               | Jabari Smith Jr. | Houston Rockets       | Újonc     |
| F                               | Jeremy Sochan    | San Antonio Spurs     | Újonc     |
| G                               | Jalen Williams   | Oklahoma City Thunder | Újonc     |
| Tiszteletbeli edző: Joakim Noah |                  |                       |           |
| Vezetőedző: Ismeretlen          |                  |                       |           |

| Poz.                               | Játékos         | Csapat               | Ú/M/R     |
| ---------------------------------- | --------------- | -------------------- | --------- |
| G                                  | Jalen Green     | Houston Rockets      | Másodéves |
| G                                  | AJ Griffin      | Atlanta Hawks        | Újonc     |
| G                                  | Bones Hyland    | Denver Nuggets       | Másodéves |
| C                                  | Walker Kessler  | Utah Jazz            | Újonc     |
| F                                  | Trey Murphy III | New Orleans Pelicans | Másodéves |
| C                                  | Alperen Şengün  | Houston Rockets      | Másodéves |
| F                                  | Franz Wagner    | Orlando Magic        | Másodéves |
| Tiszteletbeli edző: Deron Williams |                 |                      |           |
| Vezetőedző: Ismeretlen             |                 |                      |           |

| Poz.                            | Játékos            | Csapat              | Ú/M/R     |
| ------------------------------- | ------------------ | ------------------- | --------- |
| G                               | Sidy Cissoko       | NBA G-League Ignite | Reménység |
| G                               | Scoot Henderson    | NBA G-League Ignite | Reménység |
| F                               | Mojave King        | NBA G-League Ignite | Reménység |
| F                               | Kenneth Lofton Jr. | Memphis Hustle      | Reménység |
| G                               | Mac McClung        | Delaware Blue Coats | Reménység |
| F                               | Leonard Miller     | NBA G-League Ignite | Reménység |
| G                               | Scotty Pippen Jr.  | South Bay Lakers    | Reménység |
| Tiszteletbeli edző: Jason Terry |                    |                     |           |
| Vezetőedző: Ismeretlen          |                    |                     |           |

|  | Elődöntők   | Elődöntők   | Elődöntők  |            |          | Döntő    | Döntő | Döntő |  |
|  |             |             |            |            |          |          |       |       |  |
|  | Team Pau    | Team Pau    | 40         |            |          |          |       |       |  |
|  | Team Pau    | Team Pau    | 40         |            |          |          |       |       |  |
|  | Team Deron  | Team Deron  | 25         |            |          |          |       |       |  |
|  | Team Deron  | Team Deron  | 25         |            | Team Pau | Team Pau | 25    |       |  |
|  |             |             |            |            | Team Pau | Team Pau | 25    |       |  |
|  |             |             | Team Jason | Team Jason | 20       |          |       |       |  |
|  | Team Joakim | Team Joakim | Team Jason | Team Jason | 20       | 40       |       |       |  |
|  | Team Joakim | Team Joakim |            |            |          |          |       |       |  |
|  | Team Jason  | Team Jason  | 32         |            |          |          |       |       |  |

### Skill Challenge
| Poz. | Játékos          | Csapat          |
| ---- | ---------------- | --------------- |
| F    | Paolo Banchero   | Orlando Magic   |
| G    | Jaden Ivey       | Detroit Pistons |
| F    | Jabari Smith Jr. | Houston Rockets |

| Poz. | Játékos         | Csapat    |
| ---- | --------------- | --------- |
| G    | Jordan Clarkson | Utah Jazz |
| C    | Walker Kessler  | Utah Jazz |
| G    | Collin Sexton   | Utah Jazz |

| Pos. | Játékos                  | Csapat          |
| ---- | ------------------------ | --------------- |
| F    | Jánisz Antetokúnmpo      | Milwaukee Bucks |
| F    | Alex Antetokúnmpo        | Wisconsin Herd  |
| F    | Thanasszisz Antetokúnmpo | Milwaukee Bucks |

### Hárompontos verseny
| Poz. | Játékos           | Csapat                 | Magasság | Súly     | Első forduló                 | Utolsó forduló               |
| ---- | ----------------- | ---------------------- | -------- | -------- | ---------------------------- | ---------------------------- |
| G    | Damian Lillard    | Portland Trail Blazers | 188 cm   | 88,5 kg  | 26                           | 26                           |
| G    | Buddy Hield       | Indiana Pacers         | 193 cm   | 99,8 kg  | 23                           | 25                           |
| G    | Tyrese Haliburton | Indiana Pacers         | 196 cm   | 83,9 kg  | 31                           | 17                           |
| F    | Lauri Markkanen   | Utah Jazz              | 213 cm   | 108,8 kg | 20                           | Nem jutott be                |
| F    | Jayson Tatum      | Boston Celtics         | 203 cm   | 95,3 kg  | 20                           | Nem jutott be                |
| G    | Tyler Herro       | Miami Heat             | 196 cm   | 88,5 kg  | 18                           | Nem jutott be                |
| F    | Julius Randle     | New York Knicks        | 203 cm   | 113,4 kg | 13                           | Nem jutott be                |
| G    | Kevin Huerter     | Sacramento Kings       | 201 cm   | 89,8 kg  | 8                            | Nem jutott be                |
| G    | Anfernee Simons   | Portland Trail Blazers | 190 cm   | 82,1 kg  | Sérülés miatt nem vett részt | Sérülés miatt nem vett részt |

1. ↑  Randle-t választották Anfernee Simons helyére.

### Slam Dunk Contest
| Poz. | Játékos           | Csapat               | Magasság | Súly     | Első forduló     | Utolsó forduló |
| ---- | ----------------- | -------------------- | -------- | -------- | ---------------- | -------------- |
| G    | Mac McClung       | Philadelphia 76ers   | 188 cm   | 83,9 kg  | 99,8 (50+49,8)   | 100 (50+50)    |
| F    | Trey Murphy III   | New Orleans Pelicans | 203 cm   | 93,4 kg  | 96 (46,6+49,4)   | 98 (48,8+49,2) |
| C    | Jericho Sims      | New York Knicks      | 208 cm   | 113,4 kg | 95,4 (47,6+47,8) | Nem jutott be  |
| F    | Kenyon Martin Jr. | Houston Rockets      | 200 cm   | 98,0 kg  | 93,2 (46+47,2)   | Nem jutott be  |